# Leszek I van Polen
Leszek I van Polen bijgenaamd Leszek de Witte (circa 1184 - Gąsawa, 24 november 1227) was tussen 1194 en 1227 meermaals groothertog van Polen.

## Levensloop
Hij was de oudst overlevende zoon van groothertog Casimir II van Polen en Helena van Znojmo. Toen zijn vader in 1194 stierf, erfde hij de titels groothertog van Polen, hertog van Sandomierz en hertog van Mazovië. Omdat Leszek echter nog minderjarig was, traden zijn moeder, woiwode Mikołaj Gryfita van Krakau en bisschop Fulco van Kiev op als regenten. Nadat hij in 1200 volwassen werd verklaard, verdeelden Leszek en zijn jongere broer Koenraad hun grondgebied. Leszek behield het groothertogdom Polen en Sandomierz, terwijl Koenraad Mazovië kreeg.
De oom van Leszek, Mieszko III, weigerde echter zijn neef te erkennen als groothertog. Mieszko was van 1173 tot 1177 groothertog geweest, maar was na een opstand afgezet. Mieszko wilde zelf opnieuw groothertog worden en besliste daarom om de stad Krakau te veroveren. In 1195 begon de oorlog. 
Op 13 september 1195 vond de eerste belangrijke veldslag plaats nabij de stad Jędrzejów. Aanvankelijk leek het dat de legers van Leszek en Koenraad zouden winnen, maar nadat de troepen van de Silezische hertog Mieszko Krombeen arriveerden behaalde Mieszko III een beslissende overwinning. Uiteindelijk veroverde Mieszko III in 1198 Krakau.
Hierdoor was Leszeks moeder Helena, die toen nog regentes was, verplicht om een akkoord met Mieszko III af te sluiten. Mieszko III werd groothertog van Polen en kreeg Krakau, terwijl Leszek en Koenraad Mazovië, Koejavië en Sandomierz mochten behouden. In 1199 werd Mieszko echter door een opstand van de Poolse adel gedwongen om opnieuw af te treden als groothertog van Polen. Vervolgens werd Leszek opnieuw groothertog van Polen, maar begin 1202 werd Mieszko III opnieuw in zijn functie hersteld. Hij overleed echter kort nadien, waarna zijn zoon Wladislaus III de nieuwe groothertog van Polen werd. In de herfst van 1202 werd Wladislaus afgezet en nodigde de Poolse adel Leszek uit om terug groothertog van Polen te worden.
In 1205 viel Wladislaus met de steun van prins Roman van Vladimir, die in de strijd tegen Mieszko III een bondgenoot van Leszek was gewest, het groothertogdom Polen binnen om terug de macht te grijpen. Aanvankelijk konden de troepen van prins Roman veel gebied veroveren, maar bij een veldslag werden ze verpletterend verslagen en sneuvelde prins Roman.
In 1207 had Leszek zijn gebieden onder de voogdij van paus Innocentius III geplaatst. Hierdoor belandde Polen in het kamp van de paus bij de Investituurstrijd met de keizer van het Heilig Roomse Rijk. Ook steunde hij de hervormingen van paus Innocentius III. In 1210 stelde Innocentius echter onverwacht het senioraatsprincipe opnieuw in, waardoor de Silezische hertog Mieszko Krombeen recht meende te hebben op het groothertogdom Polen. Mieszko Krombeen veroverde Krakau en werd als Mieszko IV groothertog van Polen. Toen Mieszko in mei 1211 echter stierf, nam Leszek Krakau in, waarna hij terug groothertog van Polen werd. Ditmaal bleef hij groothertog tot aan zijn dood.
In november 1227 vond in de buurt van het dorp Gąsawa een conventie plaats van de prinsen uit het huis Piasten. Tijdens het baden werden de prinsen echter aangevallen. Leszek slaagde erin om te paard te ontkomen, maar zijn aanvallers zetten de achtervolging in en beschoten hem met pijl-en-boog. Leszek kreeg een pijl in zijn rug en stierf. Zijn lichaam werd daarna terug naar Krakau gebracht en hij werd begraven in de Wawelkathedraal. Wladislaus III volgde Leszek op als groothertog van Polen.

## Huwelijk en nakomelingen
In 1207 huwde Leszek met Grimislava van Kiev. Ze kregen minstens drie kinderen:
- Salomea (1211-1268), huwde met prins Koloman van Galicië
- Helena (gestorven in 1265), huwde met Vasilko, jongste zoon van prins Roman van Vladimir.
- Bolesław V (1226-1279), van 1243 tot 1279 groothertog van Polen en van 1227 tot 1279 hertog van Sandomierz.

## Voorouders
| Voorouders van Leszek I van Polen | Voorouders van Leszek I van Polen                                              | Voorouders van Leszek I van Polen                                              | Voorouders van Leszek I van Polen                                     | Voorouders van Leszek I van Polen                                     |
| --------------------------------- | ------------------------------------------------------------------------------ | ------------------------------------------------------------------------------ | --------------------------------------------------------------------- | --------------------------------------------------------------------- |
| Overgrootouders                   | Wladislaus I Herman van Polen (1043-1102) ∞ Judith Přemysl (1057-1086)         | Hendrik van Berg-Schelklingen (1050-1113) ∞ Adelheid van Mochental (-)         | Lutold (-112) ∞ Ida van Babenberg (–112)                              | Uroš I (1080-1130) ∞ Anna Diogenissa (-)                              |
| Grootouders                       | Bolesław III van Polen (1073-1113) ∞ Salomea van Berg-Schelklingen (1101-1144) | Bolesław III van Polen (1073-1113) ∞ Salomea van Berg-Schelklingen (1101-1144) | Koenraad II van Moravië (-1161) ∞ Maria van Servë (-)                 | Koenraad II van Moravië (-1161) ∞ Maria van Servë (-)                 |
| Ouders                            | Casimir II van Polen (1138-1194) ∞ Helena van Znojmo (1141-1202/1206)          | Casimir II van Polen (1138-1194) ∞ Helena van Znojmo (1141-1202/1206)          | Casimir II van Polen (1138-1194) ∞ Helena van Znojmo (1141-1202/1206) | Casimir II van Polen (1138-1194) ∞ Helena van Znojmo (1141-1202/1206) |
| Leszek I van Polen (1184-1227)    |                                                                                |                                                                                |                                                                       |                                                                       |

Siemowit · Lestko · Siemomysł · Mieszko I · Bolesław I · Mieszko II Lambert · Bezprym · Mieszko II Lambert · Casimir I · Bolesław II · Wladislaus I Herman · Zbigniew · Bolesław III · Wladislaus II · Bolesław IV · Mieszko III · Casimir II · Leszek I · Wladislaus III · Mieszko IV · Koenraad · Hendrik I · Hendrik II · Koenraad · Bolesław V · Leszek II · Hendrik IV · Przemysł II · Wenceslaus II · Wenceslaus III · Wladislaus I · Casimir III · Lodewijk · Hedwig · Wladislaus II Jagiello · Wladislaus III · Casimir IV · Jan I Albrecht · Alexander · Sigismund I · Sigismund II August I · Hendrik · Anna · Stefanus Báthory · Sigismund III · Wladislaus IV · Jan II Casimir · Michaël Korybut Wiśniowiecki · Jan III Sobieski · August II · Stanislaus I Leszczyński · August II · Stanislaus I Leszczyński · August III · Stanislaus II August Poniatowski